# Liste von Persönlichkeiten der Stadt Liberec
Diese Liste enthält in Liberec (Reichenberg in Böhmen) geborene Persönlichkeiten sowie solche, die in dieser Stadt gewirkt haben, dabei jedoch andernorts geboren wurden. Die Liste erhebt keinen Anspruch auf Vollständigkeit.

## In der Stadt geborene Persönlichkeiten

### Bis 1800
- Johann Christoph Demantius (1567–1643), deutscher Komponist
- Gideon Ehrlich von Ehrnfeldt (um 1607–1670), 1642 Bürgermeister von Reichenberg, 1663 Hauptmann der Herrschaften Friedland und Reichenberg, wurde am 18. Oktober 1668 unter Verleihung des Prädikates „von Ehrnfeldt“ in den erblichen Adelsstand des Königreiches Böhmen erhoben.
- Christoph Richter (1624–1692), Arzt und Chemiker
- Christian Karl Platz von Ehrenthal (1663–1722), im Adelstand seit 1703 als Ritter von Ehrenthal, u. a. Verwaltungsfachmann der Gallas´schen Herrschaften Friedland und Reichenberg, Sohn eines Reichenberger Tuchmachers, bekannt als der „böse Amtmann“. (Ferdinand Seibt, Hans Lemberg, Helmut Slapnicka: Biographisches Lexikon zur Geschichte der böhmischen Länder. Herausgegeben im Auftrag des Collegium Carolinum (Institut), R. Oldenbourg Verlag München 2000, ISBN 3-486-55973-7, S. 237 mit weiteren Literaturhinweisen)
- Jakob Ginzel (1792–1862), Maler
- Josef Proksch (1794–1864), Pianist und Komponist

### 1801 bis 1850
- Joseph Augustin Ginzel (1804–1876), österreichischer Theologe, Politiker und Autor
- August Karl Joseph Corda (1809–1849), österreichisch-ungarischer Botaniker
- Franz Möller (1811–1884), österreichischer Jurist und Politiker
- Wilhelm Herzig (1812–1894), österreichischer Arzt und Politiker
- Rudolf Josef Müller (1816–1904), Maler, Kunstschriftsteller und Zeichenlehrer
- Eduard Titz (1820–1890), deutscher Architekt
- Wenzel Hecke (1824–1900), österreichischer Agrarwissenschaftler
- Heinrich Hlasiwetz (1825–1875), österreichischer Chemiker
- Anna Schramm (1835–1916), deutsche Sopranistin, Soubrette und Theaterschauspielerin
- Ludwig Hübner (1839–1918), Volkskundler
- Josef Hannich (1843–1934), böhmisch-österreichischer Politiker (Sozialdemokratische Partei Österreichs), Tuchmacher, Journalist und Arbeiterdichter
- Hans Miksch (1846–1904), österreichischer Architekt
- William Anthony Shinkman (1847–1933), US-amerikanischer Schachkomponist
- Friedrich Karl Ginzel (1850–1926), österreichischer Astronom

### 1851 bis 1900
- Wilhelm Kiesewetter (1853–1925), österreichisch-tschechoslowakischer Gewerkschafter und Politiker
- Franz Clam-Gallas (1854–1930), Großgrundbesitzer
- Gustav Groß (1856–1935), österreichischer Politiker
- Adolf Menzel (1857–1938), Rechts- und Staatswissenschaftler
- Camillo Horn (1860–1941), Komponist und Professor für Musiktheorie (Harmonielehre) in Wien
- Heinrich Herkner (1863–1932), deutsch-tschechischer Nationalökonom
- Gustav Appelt (1864–1945), Lehrer, Regierungsrat und Dichter
- Karel Buchtela (1864–1946), Archäologe
- František Xaver Šalda (1867–1937), Literaturkritiker, Literaturwissenschaftler, Journalist, Dichter und Schriftsteller
- Richard Breitenfeld (1869–1942), österreichisch-deutscher Opernsänger
- Ernst Polaczek (1870–1939), deutscher Kunsthistoriker, Universitäts-Honorar-Professor, Museumsdirektor, Buch- und Zeitschriftenautor
- Josef Seliger (1870–1920), Textilarbeiter und Mitglied des Abgeordnetenhauses des österreichischen Reichsrats
- Marie Hoheisel (1873–1947), österreichische Frauenrechtlerin
- Emil Klein (1873–1950), deutsch-österreichischer Internist
- Hubert Ginzel (1874–1950), österreichischer Offizier und Kartograf
- Bertold Löffler (1874–1960), österreichischer Historien- und Freskomaler, sowie Grafiker und Designer
- Josef Keil (1878–1963), österreichischer Althistoriker, Epigraphiker und Klassischer Archäologe
- Gustav Siegfried Herrmann (1879–1921), österreichischer Bildhauer
- Eduard Rohn (1880–1947), deutscher nationalsozialistischer Oberbürgermeister von Reichenberg
- Gustav Aubin (1881–1938), deutsch-österreichischer Nationalökonom und Wirtschaftshistoriker
- Bruno Müller (1882–1945), deutschböhmischer Lehrer, Geologe, Publizist, Herausgeber
- Hermann Aubin (1885–1969), Historiker
- Ria Ressel (1885–1955), Theaterschauspielerin
- Max Riepe (1886–1968), Elektrotechniker und Hochschullehrer
- Roland Schacht (1888–1961), deutscher Autor und Drehbuchautor
- Hans Thuma (1889–1968), deutscher Maler und Grafiker
- Josef Holub (1890–1965), österreichischer Schauspieler
- Ernst Schicketanz (1890–1966), deutscher Kapellmeister und Komponist
- Vlasta Burian (1891–1962), Schauspieler und Komiker
- Edmund Nick (1891–1974), deutscher Komponist, Dirigent und Musikschriftsteller
- Josef Preußler (1891–1967), deutscher Volkskundler, Stadtarchivar
- Gustav Beuer (1893–1947), kommunistischer Politiker
- Erwin Müller (1893–1978), deutschböhmischer Künstler der Neuen Sachlichkeit
- Robert Herzog (1894–1976), Politiker (GB/BHE), Landtagsabgeordneter in Baden-Württemberg
- Rudolf Suhrmann (1895–1971), deutscher Chemiker und Hochschullehrer
- Alfred Herbig (1896–1960), deutscher Politiker (SPD)
- Hansmaria Dombrowski (1897–1977), deutscher Komponist, Dirigent, Organist und Musikschriftsteller
- Jaroslav Řídký (1897–1956), Komponist
- Josef Prokop (1898–1945), österreichischer Politiker (NSDAP)
- Nini Dombrowski (1899–1960), deutsche Musikpädagogin
- Franz Künzel (1900–1986), deutscher Politiker (NSDAP)
- Rudolf Appelt (1900–1955), Politiker und Diplomat der DDR, Botschafter in der UdSSR und der Mongolei
- Rudolf Schicketanz (1900–1945), Rechtsanwalt und Politiker der SdP und der NSDAP

### 1901 bis 1925
- Herbert Feigl (1902–1988), österreichisch-amerikanischer Philosoph
- Harald Kreutzberg (1902–1968), deutscher Tänzer, Choreograf und Filmschauspieler
- Karel Vacek (1902–1982), Militärmusiker und Komponist
- Friedrich Repp (1903–1974), österreichischer Germanist
- Ludvík Frejka (1904–1952), kommunistischer Politiker und Publizist
- Edmund Leukert (1904–1983), deutscher Gewerkschafter und Politiker (CSU)
- Klaus Conrad (1905–1961), deutscher Neurologe und Psychiater
- Erich Jungmann (1907–1986), deutscher Politiker (KPD, SED)
- Roderich Menzel (1907–1987), tschechisch-deutscher Tennisspieler
- Adolf Watznauer (1907–1990), deutscher Geologe
- Willi Elstner (1908–1959), deutscher Parteifunktionär (SED) der DDR
- Paul Artmann (1909–2006), österreichischer Architekt und Radiästhet
- Reiner Gottstein (1910–1945), deutscher Polizeibeamter und SS-Führer
- Marianne Lange (1910–2005), Kulturfunktionärin
- Gotthard Barth (1913–1996), Physiker und Privatgelehrter
- Franz Reiß (1914–1991), Maler und Grafiker
- Hilde Doleschell, geboren als Hilde Walterová (1915–2013), Skirennläuferin, Tennis- und Hockeyspielerin
- Henry Brandon (1916–1993), britischer Journalist
- Otto Trötscher (1918–2008), deutscher Widerstandskämpfer und Politiker (SED)
- Harry J. Benda (1919–1971), US-amerikanischer Historiker Südostasiens
- Egon Hartmann (1919–2009), deutscher Architekt und Stadtplaner
- Jiří Vršťala (1920–1999), Schauspieler und Schriftsteller
- Fritz Deutsch (1921–1990), deutscher Gold- und Silberschmied
- Otto Mächtlinger (1921–1985), deutscher Schauspieler
- Harry Riebauer (1921–1999), deutscher Schauspieler
- Helmut Pfeifer (1922–2006), deutscher Mediziner und Hochschullehrer
- Johann Wittik (* 1923), deutscher Diplomat (DDR)
- Otfried Preußler (1923–2013), deutscher Kinderbuchautor
- Wilbert Neugebauer (1924–2015), Zoologe
- Rudolf Passian (1924–2018), Schweizer Parapsychologe und Schriftsteller
- Günther Rücker (1924–2008), deutscher Erzähler, Dramatiker und Regisseur
- Barbara König (1925–2011), deutsche Schriftstellerin sowie Hörspiel- und Drehbuchautorin
- Rudi Mittig (1925–1994), Minister für Staatssicherheit
- Friedrich Sieber (1925–2002), deutscher Maler und Künstler

### 1926 bis 1950
- Hanns Klinger (1926–2013), deutscher Mathematiker und Hochschullehrer
- Gert Augst (1927–2005), katholischer Kirchenmusiker
- Winnie Jakob (1927–2012), Zeichnerin, Karikaturistin und Publizistin
- Fritz Kirchhof (1927–1997), Funktionär in der DDR
- Hans Richter (1928–2017), deutscher Germanist und Hochschullehrer
- Ernst Steiner (1928–2004), Schauspieler und Hörspielsprecher
- Dieter Kind (1929–2018), deutscher Elektroingenieur, Präsident der PTB
- Erhard Lange (1929–2017), deutscher Philosoph
- Herbert Grohmann (* 1929), deutscher Gebrauchsgrafiker
- Helmut Oeser (* 1929), deutscher Schauspieler
- Randolf Peukert (1929–2009), deutscher Stabhochspringer
- Ernst Hojer (1930–2018), Pädagoge und Hochschullehrer
- Helmut Müller (1930–2019), deutscher Politiker, Funktionär der FDJ und der SED in der DDR
- Adolf Kabatek (1931–1997), deutscher Manager und Comic-Autor
- Karl König (1931–2018), deutscher Arzt, Psychoanalytiker und Buchautor
- Gerfried Appelt (1932–2022), deutscher Geodät, Verwaltungsbeamter und Hochschullehrer
- Roland Bulirsch (1932–2022), deutscher Mathematiker
- Heinz Entner (1932–2011), deutscher Philologe
- Gustav Ginzel (1932–2008), Weltenbummler, Geologe, Bergsteiger, Bergführer, Skiläufer, Höhlenforscher, Naturschützer, Buchautor, Lebenskünstler und Naturfotograf
- Emanuel Scharfenberg (1932–2006), deutscher Bildhauer
- Edwin Schwertner (1932–2016), deutscher Politiker (SED)
- Wolfgang Ginzel (1933–2004), deutsch-tschechischer Bergsteiger und Naturfotograf
- Kurt Diwok (1933–2015), deutscher Mediziner und Hochschullehrer
- Hans Hirsch (1933–2020), deutscher Musik- und Medienwissenschaftler
- Kurt Reiprich (1934–2012), deutscher Philosoph und Hochschullehrer
- Karl Suske (* 1934), deutscher Geiger
- Hildegard Korger (1935–2018), Schriftgestalterin
- Astrid Polak (* 1935), deutsche Schauspielerin und Synchronsprecherin
- Gerold Tandler (* 1936), deutscher Politiker (CSU)
- Walter Ziegler (* 1937), deutscher Historiker
- Christine Ernst (* 1938), Politikerin (SPD)
- Liane Kotulla (1939–2019), deutsche Gebrauchsgrafikerin und Illustratorin
- Hans Gärtner (* 1939), deutscher Pädagoge
- Barbara Probst-Polášek (1939–2019), deutsche Konzertgitarristin und Lautenistin
- Jürgen Förster (* 1940), deutscher Historiker
- Uwe-Karsten Heye (* 1940), deutscher Journalist, Diplomat und Autor
- Wolfgang Richter (1940–2018), deutscher Autor
- Uwe Brandner (1941–2018), deutscher Filmregisseur, Drehbuchautor, Filmproduzent, Filmkomponist, Schauspieler und Schriftsteller
- Hans Helmut Hiebel (* 1941), deutscher Germanist
- Markus Lüpertz (* 1941), deutscher Maler, Grafiker und Bildhauer
- Inge C. Pohl (* 1941), österreichische bildende Künstlerin und Kunstpädagogin
- Dieter Prokop (* 1941), Soziologe
- Sibylle Reinhardt (* 1941), Soziologin und Politikdidakterin
- Werner Scheurer (* 1941), deutscher Lehrer und Verfasser von Kunstführern
- Peter B. Hauser (* 1942), Numismatiker
- Barbara Bouchet (* 1943), US-amerikanische Filmschauspielerin
- Siegfried Fleissner (1943–2013), deutscher Kommunalpolitiker (SPD), Bürgermeister von Minden
- Michael Krautzberger (1943–2021), Jurist, Ministerialdirektor beim Bundesministerium für Raumordnung, Bauwesen und Städtebau und Professor an den Universitäten Dortmund und Berlin
- Manfred Miller (1943–2021), deutscher Blues- und Popularmusikforscher und Musikjournalist
- Beate Weber (* 1943), deutsche Lehrerin und Politikerin (SPD)
- Christiane Funke (1944–2008), deutsche Politikerin (SPD)
- Heinz-Dieter Hackel (1944–2007), deutscher Politiker (FDP)
- Georg Janovsky (* 1944), deutscher Politiker (CDU)
- Ingrid Hartlieb (* 1944), Bildende Künstlerin und Malerin
- Harald Kirschner (* 1944), deutscher Fotograf
- Peter Sykora (* 1944), deutscher Bühnenbildner
- Karel Stanner (* 1949), Fußballspieler und -trainer

### Ab 1951
- Leoš Škoda (* 1953), Skispringer
- Jiří Dohnal (* 1963), Badmintonspieler
- Aleš Briscein (* 1969), Opernsänger
- Pavel Liška (* 1971), Theater- und Filmschauspieler
- Petr Nedvěd (* 1971), Eishockeyspieler
- Lucie Chroustovská (* 1972), Skilangläuferin
- Martin Damm (* 1972), Tennisspieler
- Luděk Zelenka (* 1973), Fußballspieler
- Richard Culek (* 1974), Fußballspieler
- Jana Rázlová (* 1974), Skilangläuferin
- Jiří Vávra (* 1975), Fußballspieler
- Lucie Ceralová (* 1976), Opernsängerin
- Tomáš Enge (* 1976), Autorennfahrer
- Pavel Churavý (* 1977), Nordischer Kombinierer
- Roman Hybler (* 1977), Billardspieler
- David Vála (* 1978), Ringer
- Petra Zakouřilová (* 1978), Skirennläuferin
- Zuzana Kocumová (* 1979), Skilangläuferin
- Jiří Šisler (* 1984), Fußballspieler
- Jana Potyšová (* 1985), Schauspielerin, Künstlername Eufrat[1]
- Zuzana Hejnová (* 1986), Leichtathletin
- Vojtěch Růžička (* 1986), Pokerspieler
- Martin Skopek (* 1986), Nordischer Kombinierer
- Barbora Tomešová (* 1986), Biathletin
- Miroslav Dvořák (* 1987), Nordischer Kombinierer
- Jan Polák (* 1989), Fußballspieler
- Michala Kvapilová (* 1990), Volleyballspielerin
- Libuše Jahodová (* 1992), Sportschützin
- Martin Hašek (* 1995), Fußballspieler
- Jan Kuchta (* 1997), Fußballspieler
- Kryštof Hauser (* 2002), Skispringer
- Václav Finěk (* 2010), Schachspieler

## Bekannte Einwohner von Liberec
- Joachim Ulrich von Rosenfeld (* 1525; † vor 1591) wurde zwar nicht in Reichenberg geboren gilt jedoch als „wahrer Vater der Stadt Reichenberg“[2], da er ab 1558 42 Jahre lang für die Herren bzw. Freiherren von Redern als Hauptmann der Herrschaft Reichenberg fungierte, wesentlich zum wirtschaftlichen Aufschwung und 1577 zur Erhebung Reichenbergs zur Stadt beitrug, den Neubau des Pfarrhofes und ab 1579 der Pfarrkirche sowie die Pflasterung der Straßen veranlasste. Er wurde daher 1564 in den böhmischen Adelsstand erhoben.
- Franz Liebieg (1799–1878), seit 1867 Ritter von Liebieg, seit 1883 Freiherr von Liebieg, böhmischer Großindustrieller, Mitbegründer der Liebieg-Werke in Reichenberg, Bruder von Johann Liebieg.
- Johann Liebieg (1802–1870), seit 1867 Ritter von Liebieg, seit 1868 Freiherr von Liebieg, böhmischer Großindustrieller, Mitbegründer der Liebieg-Werke in Reichenberg, Besitzer von Schloss und Herrschaft Smirschitz mit Horenoves in Nordostböhmen.
- Heinrich Tugendhold Stiepel (1822–1886), im Jahre 1860 Gründer und Herausgeber der Reichenberger Zeitung; bis Oktober 1938 von Nachfolgern in Reichenberg herausgegeben, nach 1945 durch heimatvertriebene Reichenberger in Bayern fortgesetzt.
- Carl Kostka (1870–1957), sudetendeutscher Politiker, Abgeordneter und Senator, 1929 bis 1938 Bürgermeister von Reichenberg
- Adolf Loos (1870–1933), österreichischer Architekt und Architekturtheoretiker
- Josef Strasser (1870–1935), sozialistischer Politiker
- Ferdinand Porsche (1875–1951), österreichischer Autokonstrukteur
- Erich Gierach (1881–1943), NS-Germanist und Vertreter der völkischen sudetendeutschen Bewegung
- Ferdinand Cavallar von Grabensprung (1886–1952), altösterreichischer Offizier und Feldpilot
- Karl Jäger (1888–1959), SS-Standartenführer und Organisator des Holocausts in Litauen
- Fidelio F. (Friedrich) Finke (1891–1968), deutscher Komponist
- Paul Hörbiger (1894–1981), österreichischer Schauspieler
- Emil Artin (1898–1962), österreichischer Mathematiker
- Alfred Frenzel (1899–1968), deutscher Politiker der SPD
- Bruno Schier (1902–1984), exponierter sudetendeutscher Volkstumsforscher
- Eugen Lemberg (1903–1976), deutschböhmischer Soziologe
- Paul Bleiß (1904–1996), deutscher Politiker der SPD
- Hanns Erich Köhler (1905–1983), deutscher Grafiker und Karikaturist
- Oswald Baer (1906–1941), Maler der Neuen Sachlichkeit
- Rudolf Raschka (1907–1948), Ingenieur, Landwirt und Politiker im Großdeutschen Reich
- Oswald Schäfer (1908–1991), SS-Obersturmbannführer und Kriminalrat
- Viktor Staal (1909–1982), österreichischer Schauspieler
- Bernhard Baatz (1910–1978), SS-Obersturmbannführer
- Josef Blösche (1912–1969), SS-Unterscharführer
- Thomas Windisch (1914–2005), Komponist, Architekt, Maler, Lyriker und Pianist
- Willi Sitte (1921–2013), bildender Künstler (vor allem Maler) und war Kulturfunktionär der DDR
- Franziska Stömmer (1922–2004), bayerische Volksschauspielerin und Charakterdarstellerin
- Franz Peter Künzel (1925–2023), Übersetzer tschechischer und slowakischer Literatur, Verlagslektor und Redakteur
- Oldřich Daněk (1927–2000), Dramatiker, Schriftsteller, Regisseur und Drehbuchautor
- Horst Gehann (1928–2007), deutscher Konzertorganist, Dirigent, Komponist, Cembalist und Musikverleger
- Walter Künzel (1928–2021), Professor für präventive Zahnheilkunde und Rektor Emeritus, Medizinische Akademie Erfurt
- Vladimír Páral (* 1932), tschechischer Schriftsteller
- Iva Hercíková (1935–2007), Schriftstellerin und Dramaturgin
- Václav Koloušek (* 1976), Fußballspieler
- Jiří Štajner (* 1976), Fußballspieler
- Antonín Hájek (1987–2022), Skispringer

## Ehrenbürger
- Karl Ritter von Stremayr (1823–1904), Minister für Kultus und Unterricht in Anerkennung der Errichtung der Staatsgewerbeschule und des k.k. Obergymnasiums